# Liste der Kulturdenkmäler in Leun
Die folgende Liste enthält die in der Denkmaltopographie ausgewiesenen Kulturdenkmäler auf dem Gebiet  der  Stadt Leun, Lahn-Dill-Kreis, Hessen.
Hinweis: Die Reihenfolge der Denkmäler in dieser Liste orientiert sich zunächst an Stadtteilen und anschließend der Anschrift, alternativ ist sie auch nach der Bezeichnung, der vom Landesamt für Denkmalpflege vergebenen Nummer oder der Bauzeit sortierbar.
Kulturdenkmäler werden fortlaufend im Denkmalverzeichnis des Landes Hessen durch das Landesamt für Denkmalpflege Hessen auf Basis des Hessischen Denkmalschutzgesetzes (HDSchG) geführt. Die Schutzwürdigkeit eines Kulturdenkmals hängt nicht von der Eintragung in das Denkmalverzeichnis des Landes Hessen oder der Veröffentlichung in der Denkmaltopographie ab.

## Kulturdenkmäler nach Ortsteilen

### Biskirchen
| Bild                       | Bezeichnung                               | Lage | Beschreibung | Bauzeit                | Objekt-Nr. |
| -------------------------- | ----------------------------------------- | --- | --- | ---------------------- | ---------- |
| Heebs Hof                  | Heebs Hof                                 | Am Gewölb 1 LageFlur: 1, Flurstück: 233/5 | Der zweigeschossige Fachwerkbau mit Krüppelwalmdach wurde 1823 erbaut. | 1823                   | 44952 DDB  |
| Wohnhaus                   | Wohnhaus                                  | Am Gewölb 5 LageFlur: 1, Flurstück: 230 | Erbaut wahrscheinlich im 18. Jahrhundert besitzt der zweigeschossige Fachwerkbau einen doppelten Gewölbekeller. | 1725 bis 1775          | 44953 DDB  |
| Ehemalige St. Georgsquelle | Ehemalige St. Georgsquelle                | Am Karlsprudel 27 (Außerhalb der Ortslage) LageFlur: 5, Flurstück: 227                                                                                                  | Die Quelle wurde 1895 durch den Unternehmer Peter Neuhof entdeckt und kam 1914 in den Besitz von Karl Georg Broll, dem Betreiber des benachbarten Karlssprudels. Das 1897 bis 1898 entstandene zweigeschossige Wohnhaus mit Seitenrisalit und Treppenturm ist durch unterschiedliche Fensterformate und verschiedenfarbige Ziegel gegliedert, was typisch für diese Zeit ist. |                        | 44964 DDB  |
| Karlssprudel               | Karlssprudel                              | Am Karlsprudel 30 (Außerhalb der Ortslage) LageFlur: 5, Flurstück: 235/3                                                                                                | Der Karlsprudel wurde 1896 durch Karl-Ferdinand Broll erbohrt und entwickelte sich schnell zu einem der bekanntesten deutschen Versandbrunnen. Mit den Anlagen der 1914 angekauften St. Georgsquelle handelt es sich um ein seltenes Beispiel für die Mineralwasserindustrie des Lahn-Dill-Kreises. Das Betriebsgebäude von 1897/98 wurde 1907, 1925 und 1936 unter Karl Georg Broll erweitert. Der traufständige Bau ist im Wesentlichen durch ländlich-schlossartige Elemente geprägt: Mittelbetonung durch einen Risalit mit geschwungenem Giebel und Erkerpaar, Eckturm angeblich bewusst nach dem Vorbild des Heidelberger Schlosses. Daneben gibt es einige Details des Jugendstils (Schriftzüge, Putz). Im Keller ist die erneuerte Brunnenfassung erhalten. | 1896                   | 44965 DDB  |
| Wohnhaus                   | Wohnhaus                                  | Am Treppchen 8 LageFlur: 1, Flurstück: 8 | Die recht gut erhaltene Scheune schließt die Straße "Am Gewölb" ab. Sie wurde 1833 von Zimmermeister J.G. Holmann durch den damaligen Schultheißen Peter Zutt und dessen Frau errichtet. | 1833                   | 44954 DDB  |
| Denkmal Bischofskirche     | Denkmal Bischofskirche                    | Au (Weilburger Straße) LageFlur: 1, Flurstück: 265/1 | | 1884                   | 44966 DDB  |
| weitere Bilder             | Evangelische Pfarrkirche                  | Bissenberger Straße o. Nr. LageFlur: 2, Flurstück: 157 | Saalbau mit Langhaus, schmalem Westturm und eingezogener polygonaler Ostapsis, neuromanischer Rundbogenstil mit einzelnen neugotischen Elementen | 1870                   | 44955 DDB  |
| Wohnhaus                   | Wohnhaus                                  | Franze Berg 2, Wilhelmstraße 10 LageFlur: 1, Flurstück: 30, 31/2 | | 1725 bis 1775          | 44956 DDB  |
| Ehemaliges Backhaus        | Ehemaliges Backhaus                       | Friedrichstraße 14 LageFlur: 1, Flurstück: 97 | | Anfang 19. Jahrhundert | 44957 DDB  |
| Dorfmühle                  | Dorfmühle                                 | Friedrichstraße 18 LageFlur: 1, Flurstück: 72 | | Anfang 16. Jahrhundert | 44958 DDB  |
| Bild gesucht BW            | Gesamtanlage Historischer Ortskern        | Gesamtanlage Historischer Ortskern Lage | |                        | 646109 DDB |
| Brunnenhaus                | Brunnenhaus                               | Karl-Ferdinand-Broll-Straße 4a LageFlur: 2, Flurstück: 262 | |                        | 44959 DDB  |
| Jüdischer Friedhof         | Jüdischer Friedhof                        | Langenlohsgraben (Bissenberger Straße) LageFlur: 3, Flurstück: 104 | Wegen des geplanten Baus der Umgehungsstraße wurden 1936 die Gräber von dem bisherigen jüdischen Friedhof „Auf der alten Lahn“ zwischen Bahnlinie und Hauptstraße auf diesen Friedhof an der Bissenberger Straße umgebettet. Nach 1945 wurde die Anlage nach der Schändung während der Zeit des Nationalsozialismus wiederhergestellt. Das kleine Areal beheimatet wenige Grabsteine mit hebräisch-deutscher Inschrift. |                        | 44968 DDB  |
| Pitzmühle                  | Pitzmühle                                 | Mühlgraben, Ulmert, Pitzmühle (L 3324) LageFlur: 4, 7, Flurstück: 55, 17, 18                                                                                            | Die Mühle wurde 1706 erstmals erwähnt und wurde hauptsächlich im 19. und 20. Jahrhundert stark verändert. Heute besteht die Anlage aus einem Wohn- und Mühlenhaus, das mit zwei Fachwerkgeschossen auf einem steinernen Untergeschoss am Bach liegt. Der Mühlgraben hat ein einfaches Schieberwehr in der Nähe des Helenenhofs. Das Backhaus gehört zu den ältesten der Gebäude um den Hof und besitzt eine bis mindestens ins 18. Jahrhundert zurückreichende Fachwerkkonstruktion über dem Gewölbekeller auf. |                        | 44967 DDB  |
| Ehemalige Schule           | Ehemalige Schule                          | Schulstraße 12 LageFlur: 1, Flurstück: 148/2 | ehemalige Volksschule von 1893 - 1962, erbaut 1992 | 1893                   | 44960 DDB  |
| Fachwerkhaus               | Fachwerkhaus                              | Silbergasse 19 LageFlur: 1, Flurstück: 263 | "Hagners-Haus", erbaut 1692 von Henrich und Anna Elisabeth Hart, renoviert von Walter Keiner 1994 | 1692                   | 44961 DDB  |
| Bild gesucht BW            | Sachgesamtheit Eisenbahn, Lahntalbahn III | Ulmbach, Hundsbach, Eisenbahn, Auweg, Auf der alten Lahn, Au LageFlur: 1, 3, 4, 5, Flurstück: 196/1, 60/1, 17/3, 21/3–5, 22/15, 23/19, 24/25, 5/4, 5/5, 5/9, 223, 233/2 | | 1862                   | 953285 DDB |
| Ehemaliges Pfarrhaus       | Ehemaliges Pfarrhaus                      | Wilhelmstraße 1 LageFlur: 1, Flurstück: 226 | |                        | 44962 DDB  |
| Ehemaliges Pfarrhaus       | Ehemaliges Pfarrhaus                      | Wilhelmstraße 15 LageFlur: 1, Flurstück: 234 | | 1900                   | 44963 DDB  |

### Bissenberg
| Bild             | Bezeichnung         | Lage                                               | Beschreibung | Bauzeit       | Objekt-Nr. |
| ---------------- | ------------------- | -------------------------------------------------- | --- | ------------- | ---------- |
| Fachwerkwohnhaus | Fachwerkwohnhaus    | Heisterberger Weg 6 LageFlur: 1, Flurstück: 83     | das giebelständige, unterkellerte Fachwerkwohnhaus ist inschriftlich datiert: "Johannes Weber 1650 - 1680 Hannes Hinner". | 1650          | 44970 DDB  |
| weitere Bilder   | Evangelische Kirche | Kirchplatz 1 LageFlur: 1, Flurstück: 265           | Die Bissenberger Kirche ist ein kleiner romanischer Rechteckbau mit verputztem Fischgrätenmauerwerk, der 1723 bis 1726 erhöht, nach Westen verlängert und mit verschiefertem Turmaufbau versehen wurde. |               | 44971 DDB  |
| Fachwerkwohnhaus | Fachwerkwohnhaus    | Stockhäuser Straße 5 LageFlur: 1, Flurstück: 102/1 | Das zurückgesetzte, traufständige Fachwerkwohnhaus stammt wohl noch aus dem 17. Jahrhundert. Im Erdgeschoss mit dem ursprünglichen Stall, heute ausschließlich Wohnnutzung. Ungewöhnlich sind die krummen Hölzer der reduzierten Mann-Figuren und das Fehlen der sonst üblichen Geschossprofilierung.                              | 1625 bis 1675 | 44972 DDB  |
| Ehemalige Schule | Ehemalige Schule    | Stockhäuser Straße 8 LageFlur: 1, Flurstück: 207   | Die "Alte Schule" im Ortskern wurde 1862/63 als typisch schlichter, zweigeschossiger Schulbau mit Lehrerwohnung in Bruchsteinmauerwerk erbaut. Sie ist in einfacher Weise durch ein Sohlbankgesims, die Fenstergruppierung und den mittigen Eingangsrisalit gegliedert, dessen neugotischer Treppengiebel sich nicht erhalten hat. | 1863          | 44973 DDB  |
| Brücke           | Brücke              | Ulmbach (L 3324) LageFlur: 4, Flurstück: 37/20     | Die Brücke zum Helenenhof führt in drei kleinen, gedrungenen Bögen über den Ulmbach. Die Pfeiler sind jeweils mit mächtigen Eisbrechern bzw. gerundeten Widerlagern versehen, die ausschwingende Brüstung war ursprünglich mit Sandsteinplatten abgedeckt. Solider Bau von 1861.                                                   |               | 44974 DDB  |

### Lahnbahnhof
| Bild            | Bezeichnung | Lage                                                           | Beschreibung | Bauzeit   | Objekt-Nr. |
| --------------- | ----------- | -------------------------------------------------------------- | --- | --------- | ---------- |
| Grube Maria     | Grube Maria | Am Apfelberg 24 LageFlur: 13, Flurstück: 164/2                 | Die Grube Maria war seit mindestens 1848 bis 1926 in Betrieb. Die Gebäude sind bis auf das Fördergerüst sehr gut erhalten und zeichnen sich durch die für Industrieanlagen typische Ziegel- oder Fachwerk/Ziegelbauweise mit flachen Satteldächern aus.                                                                       |           | 44922 DDB  |
| Farbmühle       | Farbmühle   | Braunfelser Straße 8, 10, 12 LageFlur: 30, Flurstück: 26/1     | | 1880      | 44924 DDB  |
| Bahnhof         | Bahnhof     | Burgsolmser Straße 3, 5, 7 LageFlur: 30, Flurstück: 17/3, 17/4 | Der Bahnhof Leun/Braunfels wurde 1862 bis 1863 errichtet. Er ist den Bahnhöfen in Weilburg und Diez vergleichbar und gehört mit diesen zu den aufwändigsten Empfangsgebäuden der Lahntalbahn. Die Gliederung aus doppeltem Stockwerkgesims, Gruppenfenstern und feinen Putzquadern hat sich trotz weiterer Umbauten erhalten. | 1862–1863 | 44926 DDB  |
| Bild gesucht BW | Hammermühle | Hammermühle, Mühlgraben LageFlur: 31, Flurstück: 23/4, 29      | |           | 44925 DDB  |

### Leun
| Bild                          | Bezeichnung                               | Lage | Beschreibung                                                                                       | Bauzeit                | Objekt-Nr. |
| ----------------------------- | ----------------------------------------- | --- | -------------------------------------------------------------------------------------------------- | ---------------------- | ---------- |
| weitere Bilder                | Katholische Kirche                        | Adalbert-Stifter-Straße 2 LageFlur: 25, Flurstück: 25/18 | | 1949–1950              | 44921 DDB  |
| Schule                        | Schule                                    | Am Dollberg 16 LageFlur: 18, Flurstück: 131/2 | | 1950                   | 44923 DDB  |
| Kriegerdenkmal                | Kriegerdenkmal                            | Dollberg (Außerhalb der Ortslage) LageFlur: 8, Flurstück: 2 | |                        | 44949 DDB  |
| Bild gesucht BW               | Sachgesamtheit Eisenbahn, Lahntalbahn III | Eisenbahn, Vor dem Stein, Strichen, In der Furt, Burgsolmser Straße 3, 5, 7, Bahnhof Braunfels LageFlur: 12, 13, 14, 29, 30, Flurstück: 2/2, 1/1, 102, 113, 116/2, 117/1, 118/1, 119/1, 129, 43/2, 43/4, 17/3, 17/4, 30/1 | | 1862                   | 953283 DDB |
| Bild gesucht BW               | Gesamtanlage Historischer Ortskern Leun   | Gesamtanlage Historischer Ortskern Lage | |                        | 646077 DDB |
| weitere Bilder                | Junkerhof                                 | Junkernhof 4, Junkernhof LageFlur: 18, Flurstück: 63, 65/2 | | 1625 bis 1675          | 44927 DDB  |
| Fachwerkhaus                  | Fachwerkhaus                              | Limburger Straße 3 LageFlur: 19, Flurstück: 31/3 | | 1725 bis 1735          | 44928 DDB  |
| Ehemaliges Schul- und Rathaus | Ehemaliges Schul- und Rathaus             | Limburger Straße 5 LageFlur: 19, Flurstück: 30/1 | | 1818                   | 44929 DDB  |
| Fachwerkhaus                  | Fachwerkhaus                              | Limburger Straße 17 LageFlur: 19, Flurstück: 21/1 | | Anfang 17. Jahrhundert | 44930 DDB  |
| Fachwerkhaus                  | Fachwerkhaus                              | Limburger Straße 19 LageFlur: 19, Flurstück: 17/1 | | 1708                   | 44931 DDB  |
| Fachwerkhaus                  | Fachwerkhaus                              | Limburger Straße 21 LageFlur: 19, Flurstück: 16/1 | | 1698                   | 44932 DDB  |
| Fachwerkhaus                  | Fachwerkhaus                              | Limburger Straße 22 LageFlur: 18, Flurstück: 78/2 | | 1700                   | 44933 DDB  |
| Fachwerkhaus                  | Fachwerkhaus                              | Limburger Straße 26 LageFlur: 18, Flurstück: 76/1 | | Ende 17. Jahrhundert   | 44934 DDB  |
| Fachwerkhaus                  | Fachwerkhaus                              | Limburger Straße 37, 39 LageFlur: 19, Flurstück: 4, 5 | | 1695 bis 1705          | 44935 DDB  |
| Bild gesucht BW               | Sachgesamtheit                            | Limburger Straße 41, 42, 23a, 19 LageFlur: 17, 19, Flurstück: 20/3,14/1, 17/1, 3/1 | massive Reste der Leuner Stadtbefestigung                                                          |                        | 44920 DDB  |
| Fachwerkhaus                  | Fachwerkhaus                              | Limburger Straße 56 LageFlur: 17, Flurstück: 10 | | 1895 bis 1905          | 44936 DDB  |
| Feuerwehrhaus                 | Feuerwehrhaus                             | Marktplatz o. Nr. LageFlur: 19, Flurstück: 141/3 | | 1945 bis 1955          | 44938 DDB  |
| Bild gesucht BW               | Fachwerkhaus                              | Marktplatz 3 LageFlur: 19, Flurstück: 40 | | 1827                   | 44937 DDB  |
| Fachwerkhaus                  | Fachwerkhaus                              | Obere Bachstraße 7, Obertorstraße 1 LageFlur: 18, Flurstück: 53/1, 54/1 | | 1604                   | 44939 DDB  |
| Fachwerkhaus                  | Fachwerkhaus                              | Obere Bachstraße 32 LageFlur: 18, Flurstück: 140/1 | | Anfang 17. Jahrhundert | 44940 DDB  |
| Mühle                         | Mühle                                     | Obere Bachstraße 40 LageFlur: 18, Flurstück: 152/3 | | 1719                   | 44941 DDB  |
| Bild gesucht BW               | Historische Stadtummauerung               | Obertorstraße o. Nr. LageFlur: 18, Flurstück: 33 | |                        | 178964 DDB |
| Fachwerkhaus                  | Fachwerkhaus                              | Obertorstraße 4 LageFlur: 18, Flurstück: 26 | | 1625 bis 1675          | 44942 DDB  |
| weitere Bilder                | Evangelische Pfarrkirche                  | Obertorstraße 9 LageFlur: 18, Flurstück: 34 | Westturm des 14. Jahrhunderts, gotische Saalkirche mit eingezogenem Chor, spätgotisches Querschiff | 14. Jahrhunderts       | 44943 DDB  |
| Wohnhaus                      | Wohnhaus                                  | Pfarrgasse 5 LageFlur: 18, Flurstück: 35/1 | | Ende 18. Jahrhundert   | 44944 DDB  |
| Bild gesucht BW               | Wohnhaus                                  | Wetzlarer Straße 1 LageFlur: 21, Flurstück: 27 | | 1625 bis 1675          | 44945 DDB  |
| Wohnhaus                      | Wohnhaus                                  | Wetzlarer Straße 3 LageFlur: 21, Flurstück: 28 | | Anfang 17. Jahrhundert | 44946 DDB  |
| Wohnhaus                      | Wohnhaus                                  | Wetzlarer Straße 5, 7 LageFlur: 21, Flurstück: 29, 30 | | Anfang 18. Jahrhundert | 44947 DDB  |
| Wohnhaus                      | Wohnhaus                                  | Wetzlarer Straße 13 LageFlur: 21, Flurstück: 35/2 | |                        | 44948 DDB  |

### Stockhausen
| Bild                | Bezeichnung                               | Lage | Beschreibung | Bauzeit       | Objekt-Nr. |
| ------------------- | ----------------------------------------- | --- | ------------ | ------------- | ---------- |
| Fachwerkwohnhaus    | Fachwerkwohnhaus                          | Stockhausen, Am Stockbach 5 LageFlur: 1, Flurstück: 193 |              | 1695 bis 1705 | 44977 DDB  |
| Ehemaliges Hofgut   | Ehemaliges Hofgut                         | Stockhausen, Bahnhofstraße 3-5 LageFlur: 1, Flurstück: 126/1                                                                                                |              |               | 44978 DDB  |
| Wohnhaus            | Wohnhaus                                  | Stockhausen, Bahnhofstraße 10 LageFlur: 1, Flurstück: 186/3                                                                                                 |              | 1695 bis 1705 | 44979 DDB  |
| Bahnhof             | Bahnhof                                   | Stockhausen, Bahnhofstraße 17, 19 LageFlur: 5, Flurstück: 93/8                                                                                              |              | 1863          | 44980 DDB  |
| Bild gesucht BW     | Sachgesamtheit Eisenbahn, Lahntalbahn III | Stockhausen, Eisenbahn, Wolfsgärten, Lahn (Gew I – B), Grundbach, Bahnhofstraße 19, 17 LageFlur: 4, 5, Flurstück: 45, 46, 49, 10/2, 33, 7, 93/5, 93/7, 93/8 |              | 1862          | 953286 DDB |
| Bild gesucht BW     | Lahnbrücke                                | Stockhausen, Eisenbahn, Wolfsgärten, Lahn (Gew I – B) LageFlur: 4, Flurstück: 45, 46, 49                                                                    |              |               | 743727 DDB |
| Bild gesucht BW     | Grabmal                                   | Stockhausen, Friedhof (Am Kiesel) LageFlur: 5, Flurstück: 116/1                                                                                             |              |               | 44976 DDB  |
| Fachwerkhaus        | Fachwerkhaus                              | Stockhausen, Hauptstraße 1 LageFlur: 1, Flurstück: 213/1 |              | 1725 bis 1775 | 44982 DDB  |
| Ehemalige Schule    | Ehemalige Schule                          | Stockhausen, Hauptstraße 10, Kirchpfad LageFlur: 1, Flurstück: 43/1, 43/5                                                                                   |              | 1865          | 44983 DDB  |
| Feuringsmühle       | Feuringsmühle                             | Stockhausen, Hauptstraße 42, Feurinsmühle LageFlur: 1, Flurstück: 8/1, 8/2                                                                                  |              |               | 44984 DDB  |
| Heisterberger Hof   | Heisterberger Hof                         | Stockhausen, Hof Heisterbach (Außerhalb der Ortslage) LageFlur: 9, Flurstück: 1, 3                                                                          |              |               | 44987 DDB  |
| Kriegerdenkmal      | Kriegerdenkmal                            | Stockhausen, Lohrberg und Eisenstockhau (Denkmalstraße) LageFlur: 4, Flurstück: 1/6                                                                         |              |               | 44981 DDB  |
| Ehemaliges Jagdhaus | Ehemaliges Jagdhaus                       | Stockhausen, Weizenseite (Außerhalb der Ortslage) LageFlur: 6, Flurstück: 1, 2                                                                              |              | um 1890       | 44986 DDB  |